# Ludwig von Helmstatt

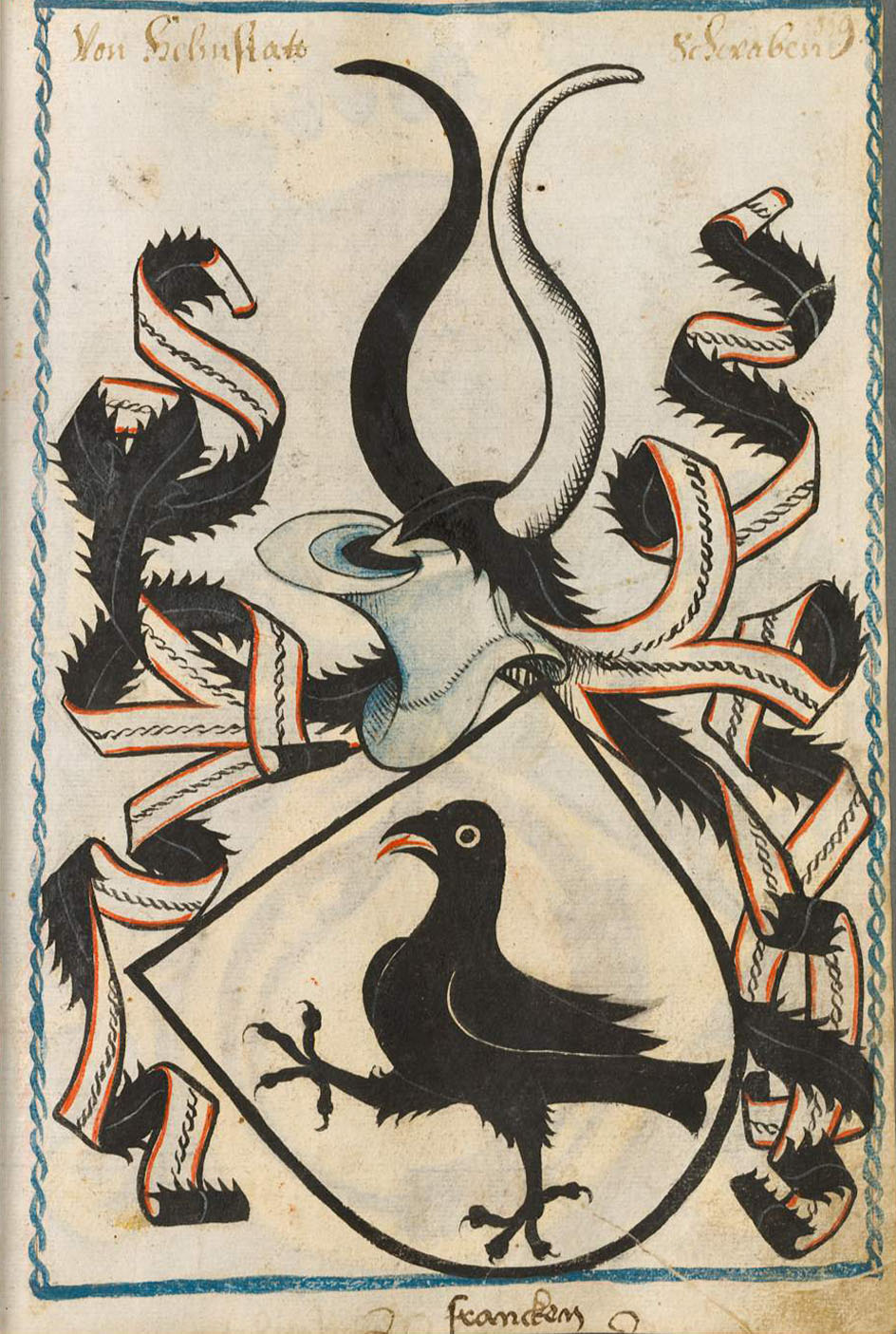
Familienwappen

Ludwig von Helmstatt (* ca. 1435; † 24. August 1504 in Philippsburg) war von 1478 bis 1504 der 66. Bischof von Speyer.

## Herkunft und Familie
Ludwig war der fünfte Sohn des Hans II. von Helmstatt zu Grumbach († 1471) und Neffe des Speyerer Bischofs Reinhard von Helmstatt († 1456) sowie Großneffe des Bischofs Raban von Helmstatt († 1439). Ulrich von Helmstatt († 1488), sein Halbbruder (aus einer früheren Ehe des Vaters), amtierte als Domherr in Worms und Speyer, wo er 1456 auch Bischofselekt war.

## Leben

### Kleriker
Ludwig von Helmstatt tritt in der Literatur ab 1453 auf, in welchem Jahr er als Speyerer Domherr erscheint. Mit Datum vom 12. Dezember 1454 immatrikulierte er sich an der Universität Köln, am 6. Februar 1457 – als „Domherr in Speyer und Mainz“ – an der Universität Heidelberg. Am 2. Januar 1461 erhielt er ein zusätzliches Kanonikat am Wormser Dom. Anlässlich eines Romaufenthaltes ließ sich Ludwig von Helmstatt unter dem Datum vom 13. Februar 1476 in die Bruderschaft der deutschen Nationalkirche Santa Maria dell’Anima aufnehmen. Seine reichen Kenntnisse bewogen den Mainzer Erzbischof Diether von Isenburg, Helmstatt am 15. Mai 1478 zu seinem Generalvikar zu bestellen.

### Bischof von Speyer
Schon am 5. August gleichen Jahres wählte das Speyerer Domkapitel Ludwig von Helmstatt einstimmig zum Bischof, welche Entscheidung Papst Sixtus IV. am 28. September 1478 bestätigte. Hierauf erteilte ihm der Wormser Bischof Reinhard I. von Sickingen unter Assistenz des damaligen Mainzer Weihbischofs und des Speyerer Weihbischofs Johann von Isenberg, am 13. Dezember des Jahres, in der Liebfrauenkirche Bruchsal, die Bischofsweihe. Beim liturgischen Opfergang anlässlich dieser Weihe trugen Dompropst Ulrich von Helmstatt (sein Bruder) und Eitel von Sickingen zwei große grüne Kerzen, Hans von Helmstatt und Werner Horneck zwei große Semmeln und Hans von Gemmingen, genannt Giener sowie Philipp von Angelach zwei große Flaschen Wein zum Altar.
Ludwig von Helmstatt wird u. a. als Grundsteinleger des alten Schlosses zu Bruchsal genannt.
In seiner Amtszeit kam es aus verschiedenen Gründen zu deutlichen Steuererhöhungen, während er gleichzeitig die Forst-, Weide- und Fischereirechte seiner Untertanen einschränkte. Der Unmut der Bauern in den Gemeinden des Hochstifts Speyer während Helmstatts Amtszeit wird mit zu den Ursachen für die späteren Gewaltausbrüche im Bauernkrieg 1525 gezählt.
Des Bischofs Wirken war laut Neuer Deutscher Biographie „bestimmt durch Bemühungen um die religiös-sittliche Erneuerung des Weltklerus und seine Reformarbeit in den Klöstern der Diözese“. Er versuchte Reformansätze mit aller Kraft durchzuführen, ohne dass ihm bedeutender Erfolg beschieden war. Es gelang ihm jedoch wenigstens das sittliche Niveau des Klerus zu heben, was sich wiederum positiv auf das religiös-sittliche Verhalten der Gesamtbevölkerung auswirkte. Der Humanist Jakob Wimpfeling lobte die Gerechtigkeit und Frömmigkeit des Oberhirten in seinem Gedicht De laudibus et ceremoniis ecclesie Spirensis.
Der Adelige Hartung Fuchs von Dornheim († 1512) war sein Hofmeister und Vertrauter in Regierungsangelegenheiten.
Bischof von Helmstatt starb in Udenheim (= Philippsburg) und wurde noch am Todestag in den Speyerer Dom verbracht, wo man ihn in der Dommitte, im Grab seiner bischöflichen Onkel Raban und Reinhard von Helmstatt beisetzte. Bei Überführung der Leiche gingen Hartung Fuchs von Dornheim, sowie des Verstorbenen Neffe und Nachfolger Philipp von Rosenberg, im feierlichen Trauerzug.

## Wappen

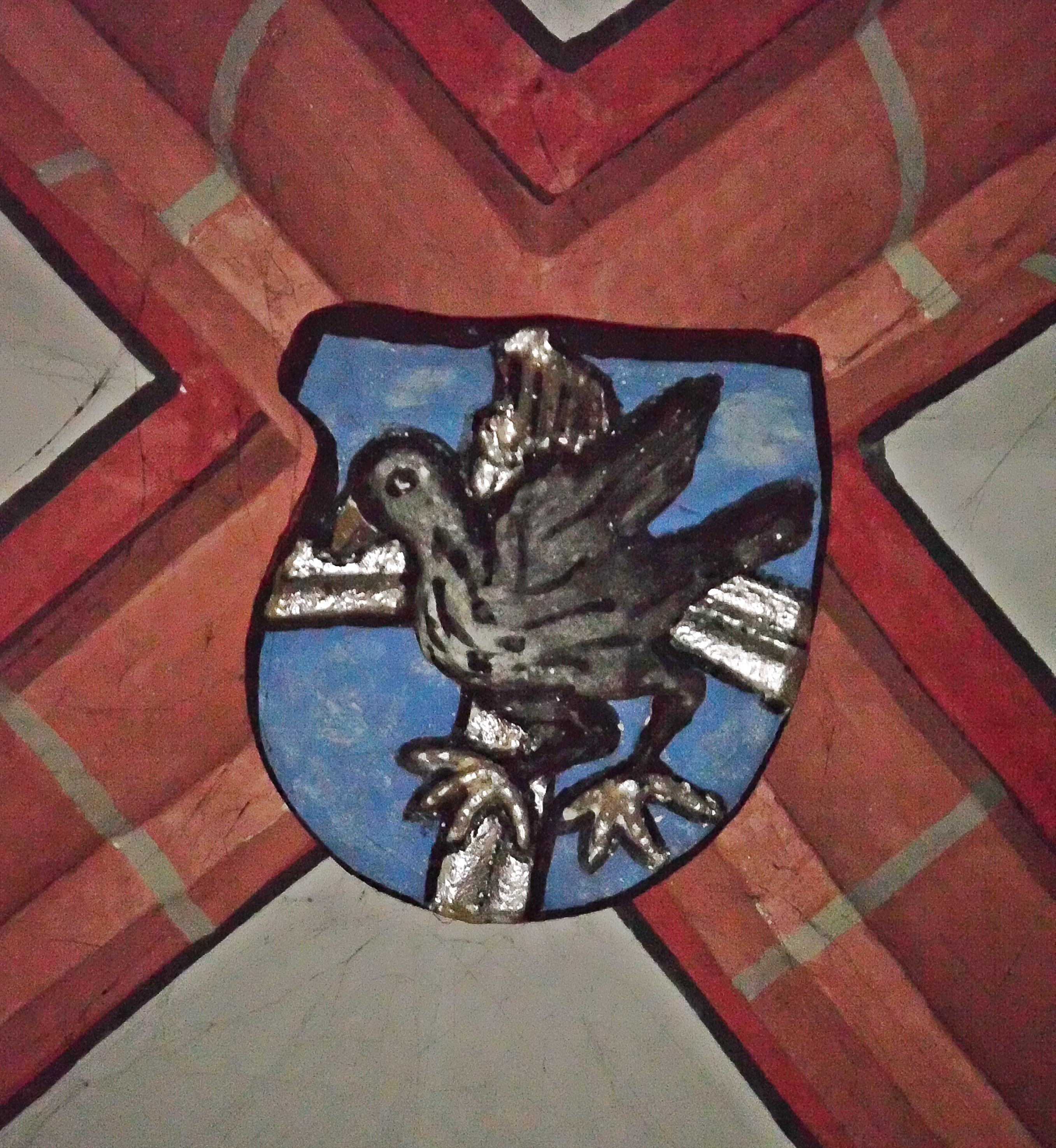
Pfarrkirche St. Ulrich (Deidesheim), Wappenschlussstein des Bischofs Ludwig von Helmstatt (Familienwappen auf Speyerer Bistumswappen aufgelegt)

Das fürstbischöfliche Wappen ist üblicherweise geviert. Die Felder des Wappenschildes führen im Wechsel das Familienwappen der Helmstatt, ein schwarzer Rabe auf Silber und das Wappen des Bistums Speyer, ein silbernes Kreuz auf blauem Grund.